# Nobara Linux
Nobara Linux（ノバラ・リナックス）は、Fedora Linuxをベースにしたオープンソースの Linux ディストリビューション。ゲーミングやコンテンツ制作に特化し、ユーザーフレンドリーな設計が特徴。
このプロジェクトは、Red Hat の元ソフトウェアメンテナンスエンジニアであり、Proton-GEの開発者としても知られるThomas Crider（別名 GloriousEggroll）が主導し、2022年7月10日に初版がリリースされた。
Nobara Linux は、Fedora の安定性を活かしながら、ゲームプレイやストリーミングに必要な WINE、Proton、OBS Studio、NVIDIA および AMD のドライバ、各種メディアコーデックなどを標準搭載している。
さらに、AppArmorを採用し、セキュリティ管理を直感的に行えるよう設計されている。カーネルにはZenパッチやOpenRGB、Steam Deckへの対応など、パフォーマンス向上のための最適化が施されている。

## リリースの歴史
Nobara Linuxの初版は、2022年7月10日にリリースされた。その後、継続的なアップデートと改善が行われ、最新リリースは2025年1月1日に公開されている。リリースの進化の過程では、ユーザーのフィードバックを反映し、ゲームやクリエイティブ作業に必要なツールの追加やパフォーマンスの最適化が行われている。
このディストリビューションは、Fedoraのコードベースを利用しながらも独立したプロジェクトとして運営されており、初心者からパワーユーザーまで幅広い層に対応する設計が特徴。

## 特徴
- カーネルバージョン:Nobara Linuxは、Fedoraの最新安定版カーネルを使用している。2025年現在では、バージョン6.x系列のLinuxカーネルが採用されている。このカーネルは、ゲームやクリエイティブ作業を行うユーザー向けに適切なパフォーマンスとハードウェアサポートを提供する[6][7][8][9]。
- GUIツールキット:GNOMEデスクトップ環境をデフォルトとして使用し、GTK（GIMP Toolkit）を中心としたグラフィカルユーザーインターフェースを構築している。また、ユーザーの好みに応じてKDE Plasmaなどの選択肢もサポートしている[10][11]。
- パッケージ管理システム:Fedoraに基づいているため、RPMパッケージ管理システムが使用されている。追加のソフトウェアやゲームツールは、DNF（Dandified Yum）を介して簡単にインストールできる[12]。

## 比較と競合

### 他のディストリビューションとの違い
Nobara LinuxとFedoraの関係:Nobara Linuxは、Fedoraを基盤としたディストリビューション。そのため、Fedoraが持つ安定性、セキュリティ、最新技術への対応能力を継承している。しかし、Nobara Linuxは対象としているユーザーが違うという点でFedoraと異なる。

### 他の類似Linuxとの比較
| ディストリビューション | 特徴                             | Nobara Linuxとの差別化点                                                                             |
| ---------------------- | -------------------------------- | --- |
| Ubuntu                 | 初心者向け、Debianベース         | NobaraはFedoraベースであり、最新技術対応が早い。ゲーマー向けに特化したプリインストールソフトが多い。 |
| Arch Linux             | 軽量でカスタマイズ性が高い       | Archはすべてを手動で設定する必要があるが、Nobaraは事前設定済みで初心者に適している。                 |
| Manjaro                | Archベース、使いやすい設定済み版 | Nobaraは特にゲームやクリエイティブ分野に特化しており、特定のユースケースに対する最適化が優れている。 |

## 評価と課題

### Distrowatch
2025年4月現在、Nobara LinuxはDistrowatchで12位にランクインしている。このランキングは、Nobara Linuxがユーザーにとって魅力的な選択肢であることを示しており、特にゲーマーやクリエイティブユーザーに支持されていることを反映している。Distrowatchのランキングは、ディストリビューションの人気や注目度を測る指標として広く利用されている。

### 現状の課題
- ドライバの互換性: 特に古いGPU（例: NVIDIAのTuring以前のモデル）において、ドライバの設定が手動で必要になる場合がある。
- テーマの安定性: KDEテーマにおける「Rounded Corners」機能がユーザー体験に悪影響を与える問題があり、現在はデフォルトから除外されている。
- アップデートの遅延: 新しいバージョンのリリースにおいて、バグ修正や機能追加のために予定が遅れることがある。
- FlatpakとSnapの統合: FlatpakやSnapのサポートが改善されつつあるが、完全な統合にはまだ課題が残っている[13][14]。